# Kernkraftwerk Laguna Verde
Laguna Verde (spanisch Central Nuclear Laguna Verde, Abkürzung LVNPP) ist das einzige mexikanische Kernkraftwerk. Es liegt in der Gemeinde Alto Lucero de Gutiérrez Barrios, Veracruz.
Das Kernkraftwerk besteht aus zwei GE-Siedewasserreaktoren vom Typ BWR-5 mit jeweils 820 MW installierter Leistung. Block 1 ging am 29. Juli 1990 in Betrieb, Block 2 am 10. April 1995. Das Kernkraftwerk deckt im Volllastbetrieb ungefähr 4,6 Prozent des mexikanischen Stromverbrauchs, betrieben wird es von der staatlichen Organisation CFE (Comisión Federal de Electricidad).
Das Kraftwerk wurde entgegen starker Proteste aus der Bevölkerung gebaut, die auch nach der Inbetriebnahme anhielten. Gründe für die Proteste sind angenommene unzureichende Sicherheitsmaßnahmen und potentielle Umweltschäden, was jedoch von der Regierung als nicht problematisch angesehen wurde.
Im März 2005 gab es Presseberichte, wonach die mexikanische Regierung eine Abschaltung des Kraftwerks angeordnet hat, welche aber aufgrund des geringen Alters des Kraftwerks in nächster Zeit nicht zu erwarten ist.
Im Juli 2020 wurde die Betriebsgenehmigung von Block 1 um weitere 30 Jahre bis ins Jahr 2050 verlängert, im August 2022 folgte die Verlängerung von Block 2 bis 10. April 2055.

## Zwischenfall
Am 12. Juli 2002 ereignete sich ein Zwischenfall der INES-Stufe 2. Beim Hochfahren des Blocks 1 nach Inspektionen und Reparatur kleinerer Lecks in der Hauptdampfleitung ereignete sich eine Reaktorschnellabschaltung. Grund dafür war laut Bericht der IAEO menschliches Versagen beim Kontrollieren des Reaktordrucks. Bei den Wiederherstellungsarbeiten und weiteren Kontrollen wurde festgestellt, dass das Nachspeisesystem des Reaktors als Folge von mangelnden Überwachungsverfahren seit mindestens einem Jahr nicht betriebsbereit war.

## Daten der Reaktorblöcke
Das Kernkraftwerk Laguna Verde hat insgesamt zwei Blöcke:
| Reaktorblock   | Reaktortyp         | Netto- leistung | Brutto- leistung | Baubeginn  | Netzsyn- chronisation | Kommer- zieller Betrieb | Abschal- tung |
| -------------- | ------------------ | --------------- | ---------------- | ---------- | --------------------- | ----------------------- | ------------- |
| Laguna Verde-1 | Siedewasserreaktor | 785 MW          | 820 MW           | 01.10.1976 | 13.04.1989            | 29.07.1990              |               |
| Laguna Verde-2 | Siedewasserreaktor | 785 MW          | 820 MW           | 01.06.1977 | 11.11.1994            | 10.04.1995              |               |